# Stony Point, North Carolina
Stony Point är en ort i  Alexander County och Iredell County i delstaten North Carolina, USA.